# NXT Roadblock (2024)
NXT Roadblock (2024) – trzeci coroczny specjalny odcinek cotygodniowego programu NXT o wrestlingu w chronologii cyklu Roadblock wyprodukowany przez federację WWE dla zawodników z brandu NXT i ogólnie szósta gala Roadblock. Odbyła się 5 marca 2024 w WWE Performance Center w Orlando w stanie Floryda. Emisja była przeprowadzana na żywo za pośrednictwem USA Network. Tytuł gali nawiązywał do jego pozycji na drodze do NXT Stand & Deliver, gali NXT weekendu WrestleManii.
Na gali odbyło się sześć walk. W walce wieczoru, Tony D’Angelo pokonał Carmelo Hayesa, zyskując miano pretendenta do NXT Championship na Stand & Deliver. W innych ważnych walkach, The Kabuki Warriors (Asuka i Kairi Sane) pokonały Lyrę Valkyrię i Tatum Paxley broniąc WWE Women’s Tag Team Championship oraz w pierwszej walce w karcie, Dijak pokonał Joe Gacy’ego w Asylum matchu. Na tej gali powróciła Sol Ruca.

## Produkcja

### Tło
Roadblock to gala wrestlingu założona przez WWE w 2016 roku. Gala inauguracyjna odbyła się w marcu tego roku i była emitowana wyłącznie na WWE Network. Nazwa gali nawiązywała do jego pozycji na „Road to WrestleMania”. W lipcu 2016 WWE ponownie wprowadziło podział na brandy, w ramach którego skład został podzielony między brandy, do występów których przydzielono wrestlerów na wyłączność. Roadblock został przywrócony w tym samym roku w grudniu jako wydarzenie ekskluzywne dla Raw pod tytułem Roadblock: End of the Line. Został wyemitowany w systemie pay-per-view (PPV) i WWE Network, a jego nazwa nawiązuje do bycia ostatnim PPV WWE w 2016 roku. Następnie przerwano Roadblock bez zaplanowanych dalszych wydarzeń. Jednak Roadblock został wznowiony dla brandu NXT jako specjalny odcinek telewizyjny NXT zatytułowany NXT Roadblock. Na Vengeance Day ogłoszono, że NXT Roadblock 2024 odbędzie się 5 marca 2024 roku.

### Rywalizacje
NXT Roadblock będzie oferowało walki profesjonalnego wrestlingu z udziałem wrestlerów należących do brandu NXT. Wyreżyserowane rywalizacje (storyline’y) były kreowane podczas cotygodniowych gal NXT i uzupełniający program transmisji strumieniowej online Level Up. Wrestlerzy są przedstawieni jako heele (negatywni, źli zawodnicy i najczęściej wrogowie publiki) i face’owie (pozytywni, dobrzy i najczęściej ulubieńcy publiki), którzy rywalizują pomiędzy sobą w seriach walk mających budować napięcie. Kulminacją rywalizacji jest walka wrestlerska lub ich seria.

#### Dijak vs. Joe Gacy
16 stycznia na odcinku NXT, Dijak zmierzył się z Treyem Bearhillem, a Joe Gacy był komentatorem. Podczas walki Gacy uderzył Dijaka głową. Po tym, jak Dijak wygrał walkę z Bearhillem, Gacy zaatakował Dijaka od tyłu i obaj zaczęli się bić. W następnym tygodniu, zaplanowano walkę pomiędzy Gacym i Dijakiem, ale do walki nie doszło, ponieważ Gacy zaatakował Dijaka przed dzwonkiem. Obaj mężczyźni kontynuowali walkę, dopóki nie zostali rozdzieleni przez sędziów i ochroniarzy. Na Vengeance Day, Dijak pokonał Gacy’ego w No Disqualification matchu. Podczas walk Dijaka po Vengeance Day Gacy zaczął pojawiać się pod fartuchem ringu. 13 lutego na odcinku NXT, Gacy zmierzył się z Carmelo Hayesem, przegrywając. Po walce Dijak zaatakował Gacy’ego pałką, a następnie zakuł go w kaftan bezpieczeństwa i wyszedł. W następnym tygodniu, Dijak zamknął Gacy’ego w celi dla azylantów, a Gacy śmiał się i mówił Dijakowi, że „to jeszcze nie koniec”. 27 lutego na odcinku NXT, Dijak pokonał Lucę Crusifino. Po walce Gacy rozerwał kaftan bezpieczeństwa i zaczął bić Dijaka, aż obaj mężczyźni poszli za kulisy, gdzie kontynuowali walkę. Następnie ogłoszono Asylum match na Roadblock pomiędzy Dijakiem i Gacym.

#### Carmelo Hayes vs. Tony D’Angelo
Na Vengeance Day, Trickowi Williamsowi, któremu towarzyszył Carmelo Hayes, nie udało się zdobyć NXT Championship od Ilji Dragunowa. Po walce, Hayes zaatakował Williamsa stalowym krzesłem, kończąc ich współpracę i przy okazji przechodząc heel turn. W następnym odcinku NXT, Hayes ujawnił, że to on zaatakował Williamsa w październiku 2023 roku, a jego celem był Dragunov i NXT Championship. 27 lutego na odcinku NXT, Tony D’Angelo powiedział Dragunovowi, że jest gotowy zdobyć szansę na walkę o NXT Championship, na co Dragunov się zgodził. Następnie Generalna Menadżerka NXT Ava ustaliła walkę pomiędzy Hayesem i D’Angelo na Roadblock, aby wyłonić pretendenta nr 1 do NXT Championship na Stand & Deliver.

#### Pojedynek o WWE Women’s Tag Team Championship
W grudniu 2023 roku, Tatum Paxley wpadła w obłąkaną obsesję na punkcie mistrzyni kobiet NXT Lyry Valkyrii. Przez kilka następnych miesięcy Paxley ingerowała w walki Valkyrii, w tym pomagała Valkyrii zachować tytuł podczas Vengeance Day. 20 lutego na odcinku NXT, Valkyria powiedziała Paxley, że jeśli tej nocy zostanie za kulisami podczas walki o tytuł, sprawi Paxley niespodziankę, co też zrobiła. Tydzień później, Valkyria ujawniła, że po rozmowie z Generalną Menadżerką NXT Avą, Valkyria i Paxley zmierzą się z The Kabuki Warriors (Asuka i Kairi Sane) o WWE Women’s Tag Team Championship na Roadblock, która później została ogłoszona oficjalną.

#### Pojedynek o NXT Tag Team Championship
4 lutego podczas Vengeance Day, Bron Breakker i Baron Corbin pokonali Carmelo Hayesa i Tricka Williamsa i wygrali finał męskiego Dusty Rhodes Tag Team Classic 2024 oraz pokonali The Family (Tony’ego D’Angelo i Channinga „Stacks” Lorenzo) zdobywając NXT Tag Team Championship. Tydzień później, odbył się tag team match pomiędzy Chase University (Duke Hudson i Andre Chase) a Axiomem i Nathanem Frazerem, a zwycięzcy stali się pretendentami nr 1 do NXT Tag Team Championship, gdzie Chase U wygrało walkę. Następnie ogłoszono walkę o tytuł na Roadblock.

## Wyniki walk
| Nr                                 | Wyniki | Stypulacje                                                               | Czas  |
| ---------------------------------- | --- | ------------------------------------------------------------------------ | ----- |
| 1                                  | Dijak pokonał Joe Gacy’ego poprzez pinfall                                                                | Asylum match                                                             | 12:46 |
| 2                                  | Bron Breakker i Baron Corbin (c) pokonali Chase University (Andre Chase’a i Duke Hudsona) poprzez pinfall | Tag team match o NXT Tag Team Championship                               | 11:18 |
| 3                                  | Shawn Spears pokonał Uriaha Connorsa poprzez pinfall                                                      | Singles match                                                            | 1:12  |
| 4                                  | The Kabuki Warriors (Asuka i Kairi Sane) (c) pokonały Lyrę Valkyrię i Tatum Paxley poprzez pinfall        | Tag team match o WWE Women’s Tag Team Championship                       | 13:14 |
| 5                                  | Fallon Henley pokonała Blair Davenport poprzez pinfall                                                    | Singles match                                                            | 3:28  |
| 6                                  | Tony D’Angelo pokonał Carmelo Hayesa poprzez pinfall                                                      | Singles match o miano pretendenta do NXT Championship na Stand & Deliver | 10:34 |
| (c) – mistrz/mistrzyni przed walką | |                                                                          |       |